# Canton de Noisy-le-Sec
Le canton de Noisy-le-Sec est une ancienne division administrative française située dans le département de la Seine-Saint-Denis et la région Île-de-France.
Il a intégré le canton de Bobigny lors du redécoupage cantonal de 2014 en France.

## Histoire

### Département de laSeine
Noisy-le-Sec était chef-lieu d'un canton de l'ancien département de la Seine.

#### 1893 à 1919: canton de Noisy-le-Sec
Canton créé par la loi du 14 avril 1893[réf. nécessaire]. Communes de Noisy-le-Sec, Bobigny, Bondy, Drancy, Le Bourget, Romainville, Rosny-sous-Bois et Villemomble.
| Période | Période      | Identité                                       | Étiquette                             | Qualité                                                            |
| ------- | ------------ | ---------------------------------------------- | ------------------------------------- | ------------------------------------------------------------------ |
| 1893    | 1916 (décès) | Marie-Philéas Collardeau du Heaume (1838-1916) | Républicain Nationaliste puis Radical | Juriste rue Halévy à Paris Maire de Bondy (1876-1892 et 1896-1908) |
| 1916    | 1919         | siège vacant                                   |                                       |                                                                    |

#### 1recirconscription(Noisy-le-Sec,Rosny-sous-Bois,Villemomble)
| Période                     | Période                         | Identité                        | Étiquette | Qualité |
| --------------------------- | ------------------------------- | ------------------------------- | --------- | --- |
| 1919                        | 1935                            | Louis Renault (1864-1937)       | Rad.ind.  | Négociant, mandataire aux Halles Maire de Noisy-le-Sec(1929-1935), conseiller d'arrondissement Président du Conseil Général (1933-1934) |
| 1935                        | 1940 (déchu le 23 février 1940) | Félix Routhier (1883-1956)      | PC-SFIC   | Ancien instituteur Employé aux Chemins de Fer de l'Est Maire de Noisy-le-Sec (1935-1940)                                                |
|                             |                                 |                                 |           | |
| 1941 (nommé par décret)     | 1944                            | Ernest Christen (1891-1963)     |           | Secrétaire de la Fédération des Syndicats de voyageurs, représentants et démarcheurs de France et des colonies                          |
|                             |                                 |                                 |           | |
| 1945 Décret du 12 mars 1945 | 1945                            | Raymond Tournemaine (1893-1973) | PCF       | Secrétaire général de la Fédération des cheminots CGT                                                                                   |

#### Conseillers d'arrondissement du canton de Noisy-le-Sec (de 1893 à 1925)
| Période                                  | Période           | Identité                           | Étiquette               | Qualité                                                                                        |
| ---------------------------------------- | ----------------- | ---------------------------------- | ----------------------- | ---------------------------------------------------------------------------------------------- |
| 1893                                     | 1899              | Pierre Marie Joseph Edmond Disière | PRS                     | Médecin à Villemomble                                                                          |
| 1899                                     | 1905              | Jean Henri Dessoudeix (né en 1859) | Républicain             | Ingénieur, explorateur et administrateur, propriétaire à Paris, Rue Tronchet, et à Villemomble |
| 1905                                     | 1919              | Louis Renault                      | Radical                 | Négociant, propriétaire rue de Pantin à Noisy-le-Sec                                           |
| 1919                                     | 1923              | Charles Boulay                     | AD                      | Docteur en médecine                                                                            |
| 1923                                     | 1923 (annulation) | André Marty                        | soutien PC-SFIC et SFIO | Mutin de la Mer Noire                                                                          |
|                                          |                   |                                    |                         | Les conseils d'arrondissement de la Seine ont été supprimés par la loi du 29 mai 1925.         |
| Les données manquantes sont à compléter. |                   |                                    |                         |                                                                                                |

#### 1945 à 1953: Secteur Saint-Denis-Est (Aubervilliers,Noisy-le-Sec,Pantin,Bagnolet,Bobigny):11 sièges
| Période | Période | Identité                      | Étiquette                | Qualité |
| ------- | ------- | ----------------------------- | ------------------------ | --- |
| 1945    | 1953    | Emile Dubois (1886-1957)      | PCF                      | Ouvrier gazier, Aubervilliers Ancien conseiller général de la Seine (1935-1940)                                                                    |
| 1945    | 1953    | Henri Quatremaire (1899-1982) | PCF                      | Peintre en bâtiment Maire de Noisy-le-Sec (1944-1947)                                                                                              |
| 1945    | 1953    | Maurice Léonard (1904-1975)   | PCF                      | Fournier Maire de La Courneuve (1945-1947) Ancien conseiller général de la Seine (1935-1940)                                                       |
| 1945    | 1953    | Jean Chardavoine              | PCF                      | Manœuvre spécialisé à la Compagnie des chemins de fer du Nord Ancien conseiller général de la Seine (1935-1940) Ancien maire de Stains (1935-1940) |
| 1945    | 1953    | Pierre Kérautret (1899-1967)  | PCF                      | Forgeron à la Compagnie du gaz de Paris Maire de Romainville (1935-1960 et 1944-1966)                                                              |
| 1945    | 1953    | Paul Coudert (1892-1985)      | PCF                      | Ouvrier sculpteur sur bois Maire de Bagnolet (1928-1940 et 1944-1959) Ancien conseiller général de la Seine (1929-1935, 1936-1940)                 |
| 1945    | 1953    | Maurice Coutrot               | SFIO                     | Employé Maire de Bondy (1945-1967) |
| 1945    | 1953    | René Boin (1887-1972)         | SFIO                     | Instituteur puis directeur d'école à Stains |
| 1945    | 1953    | Joseph Dumas                  | MRP                      | Ancien ajusteur, député (1945-1955) |
| 1945    | 1953    | Gaston Fayolle (1895-1964)    | MRP                      | Ancien lieutenant au 34e régiment d'aviation, Les Pavillons-sous-Bois                                                                              |
| 1945    | 1953    | Marcel Labre (1889-1971)      | Réconciliation française | Artisan plombier |

#### 1953 à 1959: secteur n°6Montreuil,Noisy-le-Sec,Vincennes:10 sièges
| Période | Période | Identité                      | Étiquette | Qualité                                                             |
| ------- | ------- | ----------------------------- | --------- | ------------------------------------------------------------------- |
| 1953    | 1959    | Maurice Coutrot               | SFIO      | Maire de Bondy Président du conseil général de la Seine (1953-1954) |
| 1953    | 1959    | Paul Febvre                   | RPF       | Directeur commercial Maire de Fontenay-sous-Bois (1947-1954)        |
| 1953    | 1959    | Charles Garcia                | PCF       | Employé de presse, Fontenay-sous-Bois                               |
| 1953    | 1959    | Pierre Kérautret              | PCF       | Maire de Romainville                                                |
| 1953    | 1959    | Adrienne Maire                | PCF       | Sténo-dactylographe Conseillère municipale de Montreuil             |
| 1953    | 1959    | Roger Ménager                 | MRP       | Président du conseil général de la Seine (1957-1958)                |
| 1953    | 1959    | Jean-Pierre Profichet         | RPF       | Conseiller municipal de Montreuil                                   |
| 1953    | 1959    | Henri Quatremaire (1899-1982) | PCF       | Peintre en bâtiment Maire de Noisy-le-Sec                           |
| 1953    | 1959    | Claude Raybois                | RPF       | Premier adjoint au maire de Noisy-le-Sec                            |
| 1953    | 1958    | Daniel Renoult                | PCF       | Maire de Montreuil                                                  |
| 1958    | 1959    | Maurice Nilès                 | PCF       | Maire-adjoint de Drancy                                             |

#### 1959 à 1967: 30ème secteur
| Période                                   | Période | Identité                     | Étiquette | Qualité                                      |
| ----------------------------------------- | ------- | ---------------------------- | --------- | -------------------------------------------- |
| 1959 30e secteur Noisy-le-Sec-Romainville | 1967    | Pierre Kerautret (1898-1967) | PCF       | Maire de Romainville (1935-1940 ; 1944-1966) |

### Département de laSeine-Saint-Denis
Le canton de Noisy-le-Sec a été créé par le décret du 20 juillet 1967, lors de la constitution du département de la Seine-Saint-Denis. Il ne comprenait que la commune de Noisy-le-Sec.
Alors que l'administration de la ville a été perdue par le PCF en 2003 face à l'UDF lors d'une élection municipale partielle, récupérée en 2008 par le PS, puis reprise par le Nouveau Centre en 2010 lors d'une nouvelle élection partielle, le canton a toujours été remporté par le PCF depuis la création du département de la Seine-Saint-Denis en 1967.
Un nouveau découpage territorial de la Seine-Saint-Denis entré en vigueur à l'occasion des premières élections départementales suivant le décret du 21 février 2014. Les conseillers départementaux sont, à compter de ces élections, élus au scrutin majoritaire binominal mixte. Les électeurs de chaque canton élisent au Conseil départemental, nouvelle appellation du Conseil général, deux membres de sexe différent, qui se présentent en binôme de candidats. Les conseillers départementaux sont élus pour 6 ans au scrutin binominal majoritaire à deux tours, l'accès au second tour nécessitant 12,5 % des inscrits au 1er tour. En outre, la totalité des conseillers départementaux est renouvelée. Ce nouveau mode de scrutin nécessite un redécoupage des cantons dont le nombre est divisé par deux avec arrondi à l'unité impaire supérieure si ce nombre n'est pas entier impair, assorti de conditions de seuils minimaux. En Seine-Saint-Denis, le nombre de cantons passe ainsi de 40 à 21.
Dans ce cadre, le canton de Noisy-le-Sec disparait, la commune étant intégrée dans le canton de Bobigny.

## Représentation
| Période | Période | Identité        | Étiquette | Qualité                                                                                                |
| ------- | ------- | --------------- | --------- | --- |
| 1967    | 1973    | Gilbert Lacroix | PCF       | Instituteur Adjoint au Maire de Noisy-le-Sec                                                           |
| 1973    | 2001    | Jean-Louis Mons | PCF       | Professeur de mathématiques Président du conseil général (1982-1985) Maire de Noisy-le-Sec (1995-2002) |
| 2001    | 2015    | Gilles Garnier  | PCF       | Cadre territorial Conseiller municipal de Noisy-le-Sec Vice-président du conseil général               |

## Composition
| Communes     | Population (2012) | Code postal | Code Insee |
| ------------ | ----------------- | ----------- | ---------- |
| Noisy-le-Sec | 40 239            | 93 130      | 93 053     |

## Démographie
| 1962   | 1968   | 1975   | 1982   | 1990   | 1999   | 2006   | 2011   | - | - |
| ------ | ------ | ------ | ------ | ------ | ------ | ------ | ------ | - | - |
| 31 187 | 34 079 | 37 734 | 36 880 | 36 309 | 37 312 | 38 597 | 40 239 | - | - |